# Ermita de la Mare de Déu de Fàtima
L'ermita de la Mare de Déu de Fàtima és una construcció del carrer Font-rúbia del barri del Carmel aixecada a la dècada de 1940 i ampliada a la de 1950. La promotora d'aquesta obra va ser la Fundació Fàtima, una obra de beneficència impulsada per Àngels Capmany de Vinyals. Amb aquesta finalitat adquiriren la finca coneguda com a Molí del Carmel (per un molí de vent que hi havia) o Torre Castells Foradat, edificada a començaments de segle. Es redactà un enorme projecte de «Casa de família» que no es realitzà. Al seu lloc el 1971 s'inaugura una llar infantil amb accés pel carrer Santuari.